# Тайком
Тайком — название серии спутников связи, эксплуатируемых из Таиланда, а также название кампании Thaicom Public Company Limited, которая владеет и управляет спутниковым флотом Thaicom, обеспечивает клиентов спутниковой связью, интернетом, спутниковым телевизионным и радио вещанием в Таиланде и во всем  Азиатско-Тихоокеанском регионе. Спутниковый проект был назван Thaicom королем Таиланда, его Величеством Королем Пумипон Адульядет, как символ связи между Таиландом и современными коммуникационными технологиями.

## История
Компания Thaicom была зарегистрирована 7 ноября 1991 года, 18 января 1994 года зарегистрированная на фондовой бирже Таиланда как «Shinawatra Satellite Co., Ltd.»,  10 апреля 2008 года «Shin Satellite Plc» сменила название на «THAICOM Public Company Limited», 21 апреля 2008 г. THAICOM Public Company Limited изменила название на фондовой бирже Таиланда (SET) на «THCOM».
В 1991 году Таиландская компания Shinawatra Computer and Communications Co. Ltd. (в настоящее время INTOUCH HOLDINGS PLC) подписала контракт стоимостью 100 миллионов долларов США с компанией Hughes Space and Communications Company Ltd. по созданию первого спутника связи в Таиланде. Спутник под названием Thaicom-1 был создан, запущен на геостационарную орбиту 18 декабря 1993 года. Спутник имеет 12 транспондеров, работающих в C-диапазоне, имеет контурную диаграмму направленности, покрывающую территорию от Японии до Сингапура. Корпорации Shin Corporation принадлежит 41 % Thaicom Public Company Limited. Компания зарегистрирована на фондовой бирже Таиланда 18 января 1994 года под названием THCOM.
С момента своего основания компания Thaicom расширила свою деятельность, занимаясь обеспечением клиентов интернетом и телефонными услугами, прямым вещанием (DTH) спутникового телевидения. По состоянию на 31 декабря 2011 года, кампания INTOUCH является основным акционером и владеет 41,14 % акций.
К настоящему времени Thaicom запустил 8 спутников. Срок эксплуатации спутников составляет 14-15 лет. Спутники THAICOM 1, THAICOM 2 и THAICOM 3 были сведены с орбиты. THAICOM 4 (более известный как IPSTAR), THAICOM 5, THAICOM 6, THAICOM 7 и THAICOM 8 находятся в работе. Компания также занимается управлением спутниками, имеет для этого наземное оборудование, спутниковый центр управления в Нонтхабури, Таиланд, телепорт и DTH центр в Лат Лум Гао (Lat Lum Gao). С 2002 года кампания сертифицирована по ISO9001:2000.
Эксплуатация спутников Thaicom 7 и Thaicom 8 проводится по лицензии, выданной кампании Национальной комиссией по вопросам телерадиовещания и телекоммуникаций (NBTC). Лицензионный сбор для кампании — 5,75 %.

## История запуска
Это список Thaicom спутников.
| Спутник               | Производство                          | Дата запуска (UTC) | Ракета          | Космодром                             | Подрядчик   | Долгота     | Статус                                   | Примечания |
| Thaicom 1             | Hughes Space Aircraft                 | 18 декабря 1993    | Ариан-4 (44L)   | Куру ELA-2                            | Arianespace | 78,5° в. д. | Выведен из эксплуатации                  |            |
| Thaicom 2             | Hughes Space Aircraft                 | 8 октября 1994     | Ариан-4 (44L)   | Kуру ELA-2                            | Arianespace | 78,5° в. д. | Выведен из эксплуатации                  |            |
| Thaicom 3             | Aérospatiale, now Thales Alenia Space | 16 апреля 1997     | Ariane 4 (44LP) | Куру ELA-2                            | Arianespace | 78,5° в. д. | Выведен из эксплуатации (2 October 2006) |            |
| Thaicom 4 (IPSTAR)    | Space Systems/Loral, USA              | 11 августа 2005    | Ариан-5 EGS     | Kуру ELA-3                            | Arianespace | 120° в. д.  | Действующий                              | [ 1 ]      |
| Thaicom 5             | Alcatel Alenia Space, France          | 27 мая 2006        | Ариан-5 ECA     | Kуру ELA-3                            | Arianespace | 78,5° в. д. | Выведен из эксплуатации                  | [ 2 ]      |
| Thaicom 6             | Orbital Sciences Corporation          | 6 января 2014      | Falcon 9 v1.1   | База ВВС США на мысе Канаверал SLC-40 | SpaceX      | 78,5° в. д. | Действующий                              | [ 3 ]      |
| Thaicom 7 (AsiaSat 6) | Space Systems/Loral, USA              | 7 сентября 2014    | Falcon 9 v1.1   | Мыс Канаверал SLC-40                  | SpaceX      | 120° в. д.  | Действующий                              | [ 4 ]      |
| Thaicom 8             | Orbital ATK                           | 27 мая 2016        | Falcon 9 FT     | Мыс Канаверал SLC-40                  | SpaceX      | 78,5° в. д. | Действующий                              |            |